# Tankōbon
Tankōbon (単行本, "onafhankelijk boek") is de Japanse benaming voor een boek dat geheel op zichzelf staat en geen onderdeel van een serie of corpus is. In het moderne Japan wordt de term vaak gebruikt in verwijzing naar individuele boekdelen van één manga, in tegenstelling tot magazines (雑誌, zasshi) welke voorzien zijn van meerdere series.

## Japanse stripboeken
Meestal worden Japanse strips eerst gepubliceerd in dikke mangatijdschriften (zoals Afternoon, Weekly Shonen Jump of Hana to Yume). Deze bundels hebben vaak honderden pagina's en tientallen afzonderlijke series, gemaakt door meerdere auteurs. Ze worden gedrukt op zeer goedkoop krantpapier en kunnen worden beschouwd als wegwerpartikelen. Een tankōbon verzamelt meerdere afleveringen van een serie en herdrukt ze in een volume in paperbackformaat op papier dat een hogere kwaliteit heeft dan de oorspronkelijke tijdschriftafdruk.
De Engelstalige vertaling van tankōbon wordt meestal verkocht als een "graphic novel" of "trade paperback". Japanse mensen verwijzen vaak naar een manga-tankōbon als komikkusu  (コミックス), van het Engelse woord "comics". Het woord komikkusu wordt gebruikt als vervanging van het woord "manga", terwijl beiden eigenlijk hetzelfde zijn.